# 王绪阳
王绪阳（1932年—），男，辽宁庄河人，中国画家，鲁迅美术学院教授，曾任中国美术家协会理事。